# Les Coulisses de Broadway
Pour plus de détails, voir Fiche technique et Distribution.
Les Coulisses de Broadway (Two Tickets to Broadway) est un film musical américain de James V. Kern sorti en 1951.

## Synopsis
Une jeune provinciale rêvant de danse, se lance à la conquête de Broadway.

## Fiche technique
- Titre français : Les Coulisses de Broadway
- Titre original : Two Tickets to Broadway
- Réalisation : James V. Kern
- Production : Norman Krasna, Jerry Wald et Howard Hughes (non crédités)
- Société de production : RKO Radio Pictures
- Scénario : Hal Kanter et Sid Silvers (en) d'après une histoire de Sammy Cahn
- Image : Edward Cronjager et Harry J. Wild
- Musique : Walter Scharf
- Chansons: Richard Rodgers
- Chorégraphie : Busby Berkeley
- Direction artistique : Carroll Clark et Albert S. D'Agostino
- Décors : Harley Miller (en) et Darrell Silvera
- Costumes : Michael Woulfe et Adele Balkan (non crédité)
- Montage : Harry Marker
- Pays de production :  États-Unis
- Genre : Film musical et romance
- Durée : 106 min
- Format : Couleur (Technicolor) - 35 mm - 1,37:1 - Son : Mono (RCA Sound System)
- Date de sortie :
  - États-Unis : 20 novembre 1951
- Affiche : Boris Grinsson (France)

## Distribution
- Tony Martin : Dan Carter
- Janet Leigh (VF : Raymonde Reynart) : Nancy Peterson
- Gloria DeHaven (VF : Marcelle Lajeunesse) : Hannah Holbrook
- Eddie Bracken : Lew Conway
- Ann Miller : Joyce Campbell
- Barbara Lawrence : S.F. Rogers
- Bob Crosby : lui-même
- Charles Dale (en) : Leo
- Joe Smith : Harry
- Taylor Holmes : Willard Glendon
- Buddy Baer : Un marin
- The Charlivels : Eux-mêmes

Acteurs non crédités :
- Billy Curtis : le nain à Deli
- Vera Miles : Chorus girl
- Mamie Van Doren : Chorus girl